# Notophthiracarus alienus
Notophthiracarus alienus är en kvalsterart som beskrevs av Wojciech Niedbała 1989. Notophthiracarus alienus ingår i släktet Notophthiracarus och familjen Phthiracaridae. Inga underarter finns listade i Catalogue of Life.